# Місцеві вибори в Україні 1994
Місцеві вибори в Україні 1994 року — вибори депутатів і голів місцевих рад України, що відбулися 26 червня 1994 року; перші місцеві вибори в Україні. Проходили за мажоритарною системою в одномандатних виборчих округах на засадах багатопартійності. Відповідно до українського законодавства є виборами другого скликання представницьких органів місцевого самоврядування в Україні.
Постанову Верховної Ради України № 3918-XII "Про введення в дію Закону України «Про формування місцевих органів влади і самоврядування», котра дала початок виборчому процесові, ухвалено 3 лютого 1994 року, за підписом голови Верховної Ради Івана Плюща. Постанова передбачала проведення виборів депутатів сільських, селищних, міських, районних та обласних рад і голів (крім голів районних у містах рад) цих рад одночасно з позачерговими виборами Президента України. Під час підготовки до проведення місцевих виборів Президент України Леонід Кравчук звернувся з проханням до Верховної Ради, в якому просив перенести вибори, однак це послання, 2 червня 1994 року, не було підтримане народними депутатами України.
Висування кандидатів відбувалось безпосередньо на зборах громадян, трудових колективів, через політичні партії та громадські організації, зареєстровані відповідно до законодавства. Вибори визнавалися дійсними, якщо взяло участь понад 50 % від загального числа виборців. Характерними особливостями виборів було безпосереднє обрання виборцями голів рад (окрім районних у містах рад), обраним депутатом вважався кандидат, що набрав найбільше голосів виборців, але не менше 10 %, обраним головою — не менше 25 % зареєстрованих виборців. Якщо балотувався один кандидат, він вважався обраним у разі чисельної переваги голосів за нього над голосами, поданими проти.
Вибори відбулись на основі закону України № 3996-XII від 24 лютого 1994 року «Про вибори депутатів і голів сільських, селищних, районних, міських, районних у містах, обласних Рад». Законом передбачалось здійснення рівного та прямого виборчого права при таємному голосуванні, на засадах вільного та рівноправного висування кандидатів, виборцями, що проживали на території відповідної адміністративно-територіальної одиниці. Термін повноважень рад — 4 роки. Вибори проходили на тлі політичної та соціально-економічної кризи в Україні.